# SAR-Lupe
SAR-Lupe est un système de renseignement militaire spatial de l'armée allemande comprenant une constellation de cinq satellites de reconnaissance radar à synthèse d'ouverture lancés entre 2006 et 2008 et une station terrienne assurant à la fois le maintien à poste, la programmation des satellites ainsi que l'exploitation opérationnelle des images.
Premier système satellitaire militaire allemand, SAR-Lupe est toujours opérationnel depuis sa capacité initiale en 2007 et fait l'objet d'échanges capacitaires avec la France.

## Historique

### L'échec du projet Horus
L'origine du système SAR-Lupe provient du projet d'observation radar franco-allemand « Horus », anciennement connu sous le nom de projet « Osiris ».
La France dispose d'une capacité d'observation par satellite optique avec Helios I, menée en coopération avec l’Italie et l’Espagne. De son côté, l’Allemagne lance des études technologiques notamment sur les systèmes radars. C'est ainsi qu'en décembre 1995, lors du sommet à Baden-Baden, le chancelier Helmut Kohl et le président Jacques Chirac conviennent de développer ensemble un système de reconnaissance spatiale, complet et cohérent, comprenant des satellites optique et radar, respectivement Helios 2 et Horus, programmes tous les deux estimés à 10 milliards de francs chacun. Paris est chargé du programme de satellites optique et infrarouge Helios II avec une participation financière allemande de 10% et Berlin du programme de satellites radar Horus avec une participation financière française de 40%. Le lancement du premier satellite Helios II est alors prévu pour 2001 et celui du premier satellite Horus pour 2005. Cette coopération franco-allemande dans le domaine spatial est d'ailleurs mise en exergue dans la loi de programmation militaire 1997-2002 votée en 1996 par le gouvernement Alain Juppé (2).
En décembre 1996, lors du conseil franco-allemand de défense et de sécurité à Nuremberg, l'Allemagne en proie à des difficultés budgétaires annonce qu'elle diffère son programme Horus.
Finalement, en 1998, ce projet est abandonné après que le gouvernement fédéral allemand oppose son refus, officiellement pour des raisons économiques - l'Allemagne jugeant trop élevée sa facture de 5 milliards de Deutsche Marks, soit 2,5 milliards d'euros. Le gouvernement Lionel Jospin, devant compenser l'absence du financement allemand sur Helios et devant également diminuer son budget de la défense, décide alors de ne se consacrer qu'au développement d'Helios 2.

### La solution SAR-Lupe
Face au coût du projet Horus mais contraint par la situation internationale et notamment la guerre du Kosovo, l'Allemagne entreprend en 1998 de poursuivre l'élaboration d'un système d'observation par satellites radar avec le programme SAR-Lupe.
SAR-Lupe est une solution plus pragmatique visant à une forte réduction des coûts : le système complet (satellites et station terrienne) est prévu de ne coûter, quant à lui, que 300 à 350 millions d’euros environ. Pour parvenir à une telle réduction des coûts :
- les performances sont revues à la baisse (à titre d'exemple, l'antenne ne dispose pas de dispositif de pointage électronique impliquant que c'est l'ensemble du satellite qui doit basculer).
- des pièces sont achetées dans le commerce.
- recours à la sous-traitance aux fournisseurs les moins chers (moins de la moitié des pièces sont fabriquées en Allemagne).
- les satellites sont volontairement réduits en dimensions.

L'objectif est alors de réaliser le lancements de tous les satellites entre 2003 et 2005.
En 2001, OHB-System remporte le contrat.
Finalement, le premier lancement a lieu en 2006 et la constellation sera complète en 2008, soit en fait juste trois ans après ce qui est prévu pour le projet initial Horus.

### L'accord de Schwerin
Une coopération, entérinée par l'accord dit de Schwerin signé le 30 juillet 2002, est finalement engagée avec la France, qui propose des droits de programmation sur son satellite militaire d'observation optique Helios II, en échange de droits sur SAR-Lupe. Bien que disposant d'un champ de prise de vue moins large que le système italien COSMO-Skymed qui fait l'objet d'un accord dit « de Turin » en 2001, l'intérêt pour la France d'une telle coopération est d'accéder à des images de meilleure résolution.
Pour compléter cet accord de 2002, un texte d'application est signé le 16 août 2006 qui précise d'une part, le financement par chacun des pays des segments sols nécessaires à l’accès au système du partenaire et d'autre part, l'échange des ressources entre les moyens respectifs des deux nations dès qu'elles y ont accès.
Ainsi, cet accord permet à la France de disposer d'une capacité radar SAR très haute résolution à hauteur de 4 images par jour et en contrepartie, pour l’Allemagne d'un accès à 5 % des capacités d'Helios II. En outre, des stations de réception de données Helios et SAR-Lupe sont respectivement installées à Gelsdorf et à Creil au centre militaire d'observation par satellites.
Techniquement, les échanges capacitaires entre les segments d'Helios II et de SAR-Lupe se réalisent à travers le système fourni par OHB dénommé E-SGA (Europeanization of Satellite-Based Reconnaissance). Les premiers échanges opérationnels entre les systèmes se font en 2010.

## Segment spatial
Les 5 satellites sont tous identiques. D'une masse au lancement de 770 kg, leur mission est l'acquisition d'images radar.
Placés à 500 km d’altitude environ, sur trois plans orbitaux héliosynchrones décalés de 65°, ces satellites assurent un temps de réponse moyen, c'est-à-dire le délai entre l'émission d'une demande de programmation d'un satellite et le retour des images, d’environ 11 heures.

### Technique d'observation SAR
Les satellites utilisent un radar à synthèse d'ouverture (RSO - en anglais : Synthetic Aperture Radar d'où « SAR »), capable d’acquérir des images dans toutes les conditions de luminosité et par tout temps.
Les images peuvent être acquises en mode « Strip-Map » ou « Spot-light » :
- le mode Strip-Map est le mode normal. L'antenne est fixe et la vitesse au sol est de 7 km/s environ. Ce mode sert pour l'observation étendue, c'est-à-dire une scène de 60 km x 8 km avec une résolution de 1 m[14].
- en mode Spot-light, le satellite pivote sur l'axe perpendiculaire à son sens de déplacement de manière à augmenter artificiellement la durée d'observation du sol et à obtenir ainsi une meilleure résolution. Grâce à une acquisition de multiples images d’une cible et à un traitement spécifique des données, la technique SAR offre une résolution nettement meilleure qu'un radar classique, au détriment du champ. En effet, la résolution obtenue est de l'ordre de 1 m mais pour une scène de 5,5 km x 5,5 km[15].

Son nom de « Lupe », loupe en français, lui vient de sa faculté d'acquérir des images à très haute résolution de cibles particulièrement intéressantes, grâce à la combinaison de la technique SAR, de l'existence du mode Spot-light et de l'utilisation quasi simultanée de deux satellites. L'image obtenue, dépendante de la technologie radar, n'est, à la différence de l'image traditionnelle obtenue par des moyens optiques, que difficilement exploitable par des non spécialistes et nécessite des interprètes d'images formés à cette spécificité.
Outre son insensibilité aux conditions météo, la technologie radar offre d'autres avantages pour les satellites de surveillance. Elle permet notamment de déterminer très précisément les différences d’altitude et, dans une certaine mesure, certains mouvements. Les ondes radar sont naturellement particulièrement bien réfléchies par l'eau calme et par les surfaces métalliques lisses. Le satellite peut ainsi détecter des véhicules, reconnaître des aéronefs et identifier des infrastructures spécifiques.

### Spécifications techniques
La mémoire embarquée, de plus de 128 Go, permet de mémoriser 30 images par jour. L'antenne du radar mesure approximativement 3 mètres de diamètre. Les satellites observent en bande X, centrée sur la fréquence de 9,65 GHz, ce qui correspond à une longueur d'onde de 3,1 cm. Les données de commande et de télémétrie des satellites sont transmises depuis/vers la station terrienne, mais aussi entre satellites si besoin.
L'ensemble de la planète est couverte par la constellation du fait de ses orbites.

### Lancements
Les 5 satellites allemands sont lancés entre 2006 et 2008 par les forces spatiales russes selon un accord signé en 2003 avec la compagnie aéronautique allemande OHB-System.
| Satellite  | Date              | Lanceur   | Site de lancement | Statut du lancement | Identifiant COSPAR |
| ---------- | ----------------- | --------- | ----------------- | ------------------- | ------------------ |
| SAR-Lupe-1 | 19 décembre 2006  | Cosmos-3M | Plessetsk         | Succès              | 2006-060A          |
| SAR-Lupe-2 | 2 juillet 2007    | Cosmos-3M | Plessetsk         | Succès              | 2007-030A          |
| SAR-Lupe-3 | 1er novembre 2007 | Cosmos-3M | Plessetsk         | Succès              | 2007-053A          |
| SAR-Lupe-4 | 27 mars 2008      | Cosmos-3M | Plessetsk         | Succès              | 2008-014A          |
| SAR-Lupe-5 | 22 juillet 2008   | Cosmos-3M | Plessetsk         | Succès              | 2008-036A          |

## Segment sol et Exploitation
Fabriqué par OHB-System, le système est placé sous l’autorité de la Bundeswehr qui en assure le fonctionnement. Sa durée de vie est estimée à 10 ans.
La station terrestre est située à Gelsdorf, à côté de Bonn.